# Osornophryne talipes
Osornophryne talipes är en groddjursart som beskrevs av David Cannatella 1986. Osornophryne talipes ingår i släktet Osornophryne och familjen paddor. IUCN kategoriserar arten globalt som starkt hotad. Inga underarter finns listade i Catalogue of Life.